# رجامه
رجامه (به انگلیسی: Rajmahal) یک منطقهٔ مسکونی در هند است که در Sahebganj district واقع شده‌است. رجامه ۱۷٬۹۷۴ نفر جمعیت دارد.